# Смиренний цвинтар
«Смиренний цвинтар» — радянський художній фільм 1989 року, знятий на кіностудії імені Олександра Довженка.

## Сюжет
Директором одного з цвинтарів була продана під нове поховання стара могила. Місце це знаходилося поруч з могилою декабриста і було призначено під меморіал. Викопати нову могилу директор доручає Олексію Воробйову на прізвисько Воробєй. Коли почалося з'ясування інциденту, всю провину звалили на Вороб'я. У розпачі, Олексій вирішує накласти на себе руки…

## У ролях
- Володимир Гостюхін — Льоха Воробєй, бригадир на цвинтарі;
- Лев Дуров — Петрович, директор цвинтаря;
- Віктор Авілов — Стас, працівник цвинтаря;
- Олексій Серебряков — Мішка, студент, робітник на цвинтарі;
- Лев Борисов — Кутя, робітник на цвинтарі;
- Ніна Русланова — Валентина Іванова, дружина Вороб'я, алкоголічка;
- Ольга Матешко — Ірина, квіткарка на цвинтарі;
- Віталій Шаповалов — Олександр Раєвський, працівник цвинтаря;
- Всеволод Шиловський — Геннадій Михайлович Носенко, начальник цвинтаря;
- Борис Галкін — Гарік, працівник цвинтаря;
- Микола Пастухов — священик;
- Марія Виноградова — сторож цвинтаря;
- Олексій Зайцев — ловець собак;
- Олег Севастьянов — Новиков, робітник на цвинтарі;
- Валерій Прохоров — робітник на цвинтарі;
- Віктор Поморцев — «Кент», робітник на цвинтарі;
- Олександр Январьов — Борька-йог, робітник на цвинтарі;
- Олександр Мілютін — Микола, міліціонер;
- Аркадій Висоцький — родич Стаса;
- Іван Герасевич — робітник на цвинтарі;
- Сергій Соловйов — епізод;
- Володимир Шахов — епізод;
- Володимир Карасьов — епізод;
- Андрій Макієнко — син Вороб'я;
- Віктор Венес — епізод;
- Ольга Григор'єва — епізод;
- Герман Коваленко — епізод;
- Василь Кравцов — господар кота, самотній старий;
- Ділмурат Мірзаєв — епізод;
- Сергій Попов — працівник міністерства;
- Віктор Рождественський — адвокат;
- Юрій Саг'янц — учасник похорону;
- Олег Савосін — епізод;
- Манефа Соболевська — мати Михайла;
- Сергій Симонян — учасник похорону.

## Знімальна група
- Режисер-постановник — Олександр Ітигілов;
- Сценарист — Сергій Каледін;
- Оператор-постановник — Вілен Калюта;
- Композитор — Володимир Мартинов;
- Художник-постановник — Олексій Левченко;
- Режисер — Михайло Шаєвич;
- Оператор — Віктор Лисак;
- Звукооператор — Богдан Міхневич;
- Художник-декоратор — Євгенія Лисецька;
- Художник по гриму — Людмила Семашко;
- Художник по костюмах — Світлана Побережна.